# A9 (banda)
A9, anteriormente conocido como Alice Nine (アリス九號?  originalmente estilizado como alicenine) es una banda musical de visual kei procedente de Japón. Fue formada en 2004 y originalmente firmó un contrato con PS Company, una subdivisión de Free-Will. A partir de 2007, la banda forma parte de los PS Company y King Records en Japón, así como parte del sello alemán CLJ Records en Europa y han lanzado cuatro discos de larga duración, junto con varios EP, sencillos y DVD. 

## Historia de la banda

### 2004-2005: El comienzo y los primeros trabajos
En agosto de 2004, luego de la separación de la banda Givuss. El vocalista, Shō, y el guitarrista Tora continuaron buscando miembros para formar una nueva banda. Saga, el exbajista de la banda Delta Ark, y Nao, exbaterista de Fátima y RusH, buscaban también compañeros para una nueva banda. Así, finalmente, los cuatro miembros se conocieron y formaron el grupo. Hiroto fue el último miembro en unirse después de que Shō, Tora, Saga, y Nao lo vieron tocar en una presentación con su banda de aquel momento, BAQUEPIA. Shō explica que el "Alice" en el nombre de la banda era algo que ellos creían, sonaba "muy visual kei", mientras que el "Nine" es escrito en kanji y representaba sus orígenes como una banda japonesa.
Su primer concierto fue efectuado en el Ikebukuro Cyber el 11 de mayo de 2004, poco después de completar su formación, y tiempo después lanzaron su primer sencillo, Namae wa, Mada Nai el 5 de julio de ese año. Pronto hicieron un Tour junto a los compañeros de la banda de PS Company: BIS. En noviembre, su primer EP, Gion Shōja no Kane ga Naru, fue lanzado, y más tarde en ese mes, hicieron una gira por todo Japón con la banda Karen de Under Code Productions.
En el 2005, el ritmo de lanzamientos en CD aumentó; la banda lanzó los sencillos "Gin no Tsuki Kuroi Hoshi," "Yami ni Chiru Sakura," y "Yuri wa Aoku Saite" en tres meses consecutivos. Estos sencillos fueron finalmente compilados en su primer gran EP, Kasō Musō Shi, a través de un acuerdo conjunto con PS Company y King Records. A9 también se fue de gira con varias bandas durante todo el año, incluyendo a Ayabie, Kra, y Kagrra. Tras estos acontecimientos, la banda tuvo su primera gira en solitario, Alice in Wonder Tour, en agosto de ese año.

### 2006:Zekkeishoku
Apenas iniciar el año, A9 lanzó varios maxi sencillos, incluyendo "Kowloon -Nine Heads Rodeo Show-", "Fantasy", y el lanzamiento del álbum doble, "Akatsuki/Ikuoku no Chandelier." Las canciones "Akatsuki" e "Ikuoku no Chandelier" fueron usadas como opening en el anime Gin'yū Mokushiroku Meine Liebe.

### 2007:Alpha
Un punto de inflexión para la banda se produjo cuando el sencillo "Jewels" fue lanzado en marzo. El sencillo permitió a la banda obtener su primera aparición en portada de revista en el volumen 171 de Shoxx Magazine. El 28 de abril la banda lanzó "Dive into the Sun", un libro de fotos que viene con la canción "Gekkō Yoku", que se traduce a "Baño de Luna", el cual no está incluido en ninguno de los lanzamientos de A9, aunque el video para la canción fue incluido en Alice in Pictures II. Otro punto destacado fue la primera presentación de A9 fuera de Japón en el festival de JRock Revolution en Los Ángeles, California el 25 de mayo de 2007 donde se unieron a otras bandas japonesas y dieron la función de cierre del día viernes esa misma semana.
El lanzamiento del sencillo de "White Prayer" en junio marcó otro punto prominente para el desarrollo de la banda; el vocalista Shō explicó en una entrevista con Shoxx Magazine que la canción definió el estilo que la banda posee y espera mantener en el futuro. El proceso de creación de la canción también se produjo de forma más natural que de costumbre, ya que las canciones se habían hecho a través de "ensayo y error" hasta ese entonces. Más tarde ese año, el 24 de octubre, el sencillo del grupo "Tsubasa" fue lanzado y llegó al puesto número seis en las listas de Oricon, convirtiéndolo en uno de sus sencillos de más éxito hasta la fecha y ofreciéndole a la banda una aparición especial en el Show de variedades de la Televisión de Fuji Hey! Hey! Hey! Music Champ por primera vez.
El 28 de noviembre fue lanzado su segundo álbum, Alpha. El título del álbum se originó como un medio para describir el regreso de la banda a sus raíces y empezar de nuevo. La primera letra en mayúsculas del alfabeto griego: Α fue elegida para simbolizar esta idea. Aparte de los sencillos que deberán compilarse en el álbum, la grabación de las canciones comenzó en septiembre y duró aproximadamente un mes. El álbum alcanzó la novena posición en las listas semanales de Oricon, vendiendo más de 17.000 copias en su primera semana.

### 2008:Vandalize
A9 comenzó el año con una nueva gira, Alice Nine. 2008 standing tour "A to U". Sin embargo, las complicaciones surgieron cuando el guitarrista Tora fue diagnosticado con una hernia discal, que había empeorado con el tiempo hasta el punto del entumecimiento en todo el lado izquierdo de su cuerpo.
Dos recopilaciones de los videos musicales de la banda, "Alice in Pictures I" y "Alice in Pictures II", fueron lanzados el 2 de julio de 2008. Los DVD contienen aproximadamente ocho videos musicales en orden cronológico de su lanzamiento original, en "Alice in Pictures I" se incluyen los vídeos lanzados desde "Gin no Tsuki Kuroi Hoshi" hasta "Number Six". Mientras que "Alice in Pictures II" contiene los videos desde "Jewels" hasta "Eraser -Memoire d'une fleur-", también incluye el video musical de "Gekkō Yoku", incluida originalmente en Dive into the Sun.
El 6 de agosto, la banda lanzó su nuevo sencillo, "Rainbows". El sencillo alcanzó el puesto número #3 en las listas diarias de Oricon en los principales rankings de Japón. La banda también comenzó su gira llamada "Discotheque play like 'A' Rainbows", el Tour duró todo un mes, imágenes del concierto final y fragmentos de otros conciertos de la gira fueron lanzados en su live DVD llamado Discotheque play like 'A' Rainbows -enter&exit-, salido a la venta el 29 de octubre de 2008.
El 10 de diciembre de 2008, lanzaron el sencillo "Cross Game", la primera pista del sencillo fue utilizado como el ending de la segunda temporada del anime Yu-Gi-Oh! 5D's, y fue lanzado en dos versiones. El 19 de diciembre de 2008, el final del tour Crossing the Supernova tomó lugar en el NHK Hall.
El vocalista Shō luego anunció en una entrada de su blog que la banda se encontraba en sesiones de grabación para un tercer álbum llamado Vandalize, el cual fue lanzado el 14 de enero de 2009. "Cross Game", "Mirror Ball" y "Rainbows" fueron los sencillos incluidos en el álbum, con un total de 11 pistas. El título del álbum viene del tema de "la destrucción de la cultura."

### 2009: Quinto Aniversario y cambio de nombre
Semanas después del lanzamiento de Vandalize, el grupo empezó su gira Untitled Vandal(ism), la primera mitad del tour se llevó a cabo desde febrero a abril, y su segunda parte durante el mes de julio. El final del tour, Graced the Beautiful Day, fue el 23 de agosto de 2009 en el Tokyo International Forum Hall. Imágenes del final, así como una presentación de estudio fueron lanzados en un live DVD llamado Untitled Vandal(ism) Finale 'Graced the Beautiful Day' el 11 de noviembre del mismo año.
El 2 de junio de 2009, una entrada de blog por el vocalista Shō anunció el cambio del nombre del grupo de "アリス九號." o "alice nine." a "Alice Nine". De esta forma los medios de comunicación podrían referirse a ellos más fácilmente. La transcripción Japonesa no podía ser leída como el nombre propio de la banda sin tener que hacer uso de furigana u otras formas alternativas de texto. La entrada de blog también anunció un nuevo trabajo para el quinto aniversario de la banda un nuevo sencillo y un nuevo libro, usando su nueva transcripción al inglés en su lanzamiento.
El decimoquinto maxi-sencillo de A9, "Hana," fue lanzado el 5 de agosto de 2009 junto con el nuevo video musical perteneciente a la segunda canción del sencillo, 'SLEEPWALKER'. Shō describe el tema titular como una canción "bailable, con una sensación dulce y oriental".
El libro "Piece of 5ive Elements 'The Book' ~Alice Nine 5th~" fue lanzado el 24 de agosto de 2009. Contiene entrevistas, informes sobre las actividades de conciertos de la banda durante el 2009, fotografía, y más.
El 16 de diciembre, dieron su último concierto del año. Durante el evento que duró tres horas, tocaron una variedad de canciones de toda su carrera. La canción de apertura fue un cover de la canción All You Need is Love, de The Beatles.

### 2010 y 2011
El 24 de marzo de 2010 lanzaron su álbum compilatorio Alice Nine Complete Collection 2006-2009 que contiene canciones de cada sencillo lanzado desde el 2006. Así mismo terminaron su primer tour del año Kikagaku no Kotowari (幾何学ノ理) en abril.
El tour Flash Light from the past empezó el 5 de julio de 2010, y concluyó con una presentación en el Nippon Budokan el 6 de enero de este año. El concierto final llevó el nombre de Tokyo Galaxy y fue retransmitido por televisión.
El 25 de agosto fue lanzado el sencillo "Senkō" (閃光) con 4 canciones nuevas y un video musical, se incluyeron también grabaciones en vivo del tour actual. El décimo sexto sencillo del grupo, "Stargazer", fue lanzado el 10 de noviembre de 2010.
El 9 de febrero lanzaron su cuarto álbum luego de dos años del lanzamiento de VANDALIZE con el título de GEMINI.

### 2012:"9"
Recién comenzando el año, A9 realiza su primer concierto del 2012, el cual tuvo fecha el 15 de enero, y fue realizado en el templo Akagi, en Kagurazaka. En este concierto tocaron temas como "Blue Flame", "Tsubasa" y "Rainbows", además de su tema más reciente, "Niji No Yuki".

### 2014:Supernovay segundo cambio de nombre
El 19 de marzo de 2014, A9 lanzó su sexto álbum de estudio, Supernova, el cual contenía los sencillos previamente lanzados "Daybreak", "Shadowplay", "Shooting Star", "Kaizen Zenya", "Exist" y "Shining", además de seis nuevas canciones. El 25 de agosto del mismo año, se separaron de PS Company luego de diez años. El 29 de octubre, se lanzó el Resolution -Alice in Asia-, un DVD que contiene varias presentaciones de conciertos del 2014 y un documental detallando sus experiencias de viaje, escenas detrás de escena y entrevistas con los miembros de la banda.
El primero de marzo de 2015, el grupo anunció que a partir de ese momento serían conocidos como A9. También anunciaron el EP Ginga no wo to, el cual esperaban financiar a través de un programa de micromecenazgo.

## Discografía

### Álbumes y EP
- [2004.11.17] Gion Shōja no Kane ga Naru (祇園盛者の鐘が鳴る)
- [2005.07.27] ALICE IN WONDEЯLAND
- [2005.11.23] Kasō Musō Shi (華想夢想紙)
- [2006.04.26] Zekkeishoku (絶景色)
- [2007.11.28] Alpha
- [2009.01.14] VANDALIZE
- [2011.02.09] GEMINI
- [2012.02.22] "9"
- [2014.03.19] Supernova

### Sencillos
- [2004.07.05] Namae wa, Mada Nai (名前は、未だ無い。)
- [2005.03.30] Gin no Tsuki, Kuroi Hoshi (銀の月 黒い星)
- [2005.04.27] Yami ni chiru Sakura (闇ニ散ル桜)
- [2005.05.25] Yuri wa Aoku Saite (百合は蒼く咲いて)
- [2006.01.25] Kowloon Nine Heads Rodeo Show (九龍)
- [2006.02.22] FANTASY
- [2006.02.22] Akatsuki/Ikuoku no Chandelier (暁/幾億のシャンデリア)
- [2006.10.04] Blue Planet
- [2006.10.04] Number Six
- [2007.03.21] Jewels
- [2007.06.06] WHITE PRAYER
- [2007.10.24] Tsubasa
- [2008.03.26] Mirror Ball
- [2008.08.06] Rainbows
- [2008.12.10] Cross Game
- [2009.08.05] Hana (華【hæ･nə】)
- [2010.08.25] Senkō (閃光)
- [2010.11.10] Stargazer
- [2011.06.08] BLUE FLAME
- [2011.09.07] Heart of Gold
- [2011.12.21] Niji no Yuki （虹の雪）
- [2013.03.20] Daybreak
- [2013.04.17] Shadowplay
- [2013.04.17] Scarlett
- [2013.05.29] Shooting Star
- [2014.02.26] Shining

## DVD
- [2006.01.12] Alice in Wonderfilm
- [2006.xx.xx] Peace & Smile Carnival Tour 2005 (～皆そろって笑顔でファッキュー～)
- [2006.10.04] Number Six
- [2007.01.24] Hello, Dear Numbers
- [2007.07.10] Kachōfūgetsu Vol.2 (花鳥風月 Vol.2)
- [2007.07.11] Royal Straight Flash
- [2007.09.03] Royal Straight Kingdom
- [2008.07.02] Alice in Pictures I
- [2008.07.02] Alice in Pictures II
- [2008.10.29] Discotheque play like "A" Rainbows -enter&exit-
- [2009.04.15] Peace & Smile Carnival Tour 2009 at Nippon Budokan (PS Company 10周年記念公演)
- [2009.11.11] UNTITLED VANDAL(ism)#Finale 「Graced The Beautiful Day」 [DVD]
- [2011.02.05] TOKYO GALAXY Alice Nine Live Tour 10 "FLASH LIGHT from the past"FINAL at Nippon Budokan
- [2012.06.06] Alice in Pictures III
- [2013.06.19] Alice Nine Live 2012 Court of "9"#4 Grand Finale COUNTDOWN LIVE 12.31
- [2014.10.29] Resolution -ALICE IN ASIA-